# Hexadécacarbonyle d'hexarhodium
L’hexadécacarbonyle d'hexarhodium est un composé chimique de formule Rh6(CO)16. Il s'agit d'un solide cristallisé brun violacé dont les gros cristaux sont noirs. Il est insoluble dans les solvant aliphatiques et légèrement soluble dans les autres solvants courants tels que le dichlorométhane et le chloroforme. C'est le principal complexe de carbonyle du rhodium. Il reste inerte face aux acides dilués et aux bases, et commence à se décomposer par chauffage au-dessus de 200 °C ; un film métallique brillant se forme dans l'air à la surface du solide au-dessus de 220 °C.

## Synthèse et réactions
L'hexadécacarbonyle a été produit pour la première fois en 1943 par le chimiste allemand Walter Hieber (en) par carbonylation du chlorure de rhodium(III) trihydraté RhCl3·3H2O à une température de 80 à 230 °C sous 200 atm de monoxyde de carbone CO avec du cuivre ou de l'argent comme accepteurs d'halogénure. Hieber proposa la formule Rh4(CO)11, avec un rapport CO / Rh de 2,75 ; la formule correcte Rh6(CO)16 avec un rapport CO / Rh valant 2,66 a été établie vingt ans plus tard à la suite d'études par cristallographie aux rayons X.
Par rapport à la synthèse initiale, la carbonylation d'un mélange de RhCl3 anhydre et de pentacarbonyle de fer Fe(CO)5 s'avère produire du Rh6(CO)16 avec un bon rendement. D'autres précurseurs au rhodium sont également efficaces, comme le chlorure de rhodium carbonyle [Rh(CO)2(µ-Cl)]2 et l'acétate de rhodium(II) (CH3COO)4Rh2 :
3 [Rh(CO)2(µ-Cl)]2 + 4 CO + 6 Cu ⟶ Rh6(CO)16 + 6 CuCl ;
3 (CH3COO)4Rh2 + 22 CO + 6 H2O ⟶ Rh6(CO)16 + 6 CO2 + 12 CH3COOH.
Il se forme également en abondance par décomposition thermique du dodécacarbonyle de tétrarhodium Rh4(CO)12 dans l'hexane bouillant :
3 Rh4(CO)12 ⟶ 2 Rh6(CO)16 + 4 CO.
Certains ligands CO peuvent être déplacés par des ligands donneurs. Rh6(CO)16 catalyse un certain nombre de réactions, notamment d'hydrogénation et d'hydroformylation.